# Aleksandr Borisov
Aleksandr Borisov (russisk: Алекса́ндр Фёдорович Бори́сов) (født 1. maj 1905 i Sankt Petersborg i det Russiske Kejserrige, død 12. maj 1982 i Leningrad i Sovjetunionen) var en sovjetisk skuespiller, filminstruktør og manuskriptforfatter.

## Filmografi i udvalg
Skuespiller
- Venner (1938) som Nazarka
- Menneskevennen Pavlov (1949) som Ivan Pavlov
- Aleksandr Popov (1949) som Rybkin
- Musorgskij (1950) som Modest Petrovitj Musorgskij
- Belinskij (1953) som Aleksandr Herzen
- Rimskij-Korsakov (1953) som Savva Mamontov
- Tre mand på en tømmerflåde (1954) som Aleksandr Lapin
- Maksim Perepelitsa (1956) som Marko Mukha
- Volnitsa (1956) som Blyakhin
- Krig og fred (1966-67) som onkel Rostov
- V gorode S. (1967) som Puzyrjov
- Karpukhin (1973) som dommer Sarytjev

Instruktør
- Krotkaja (1960)[1][2]